# Allée de tourbillons de Karman
Pour les articles homonymes, voir Tourbillon et Karman.

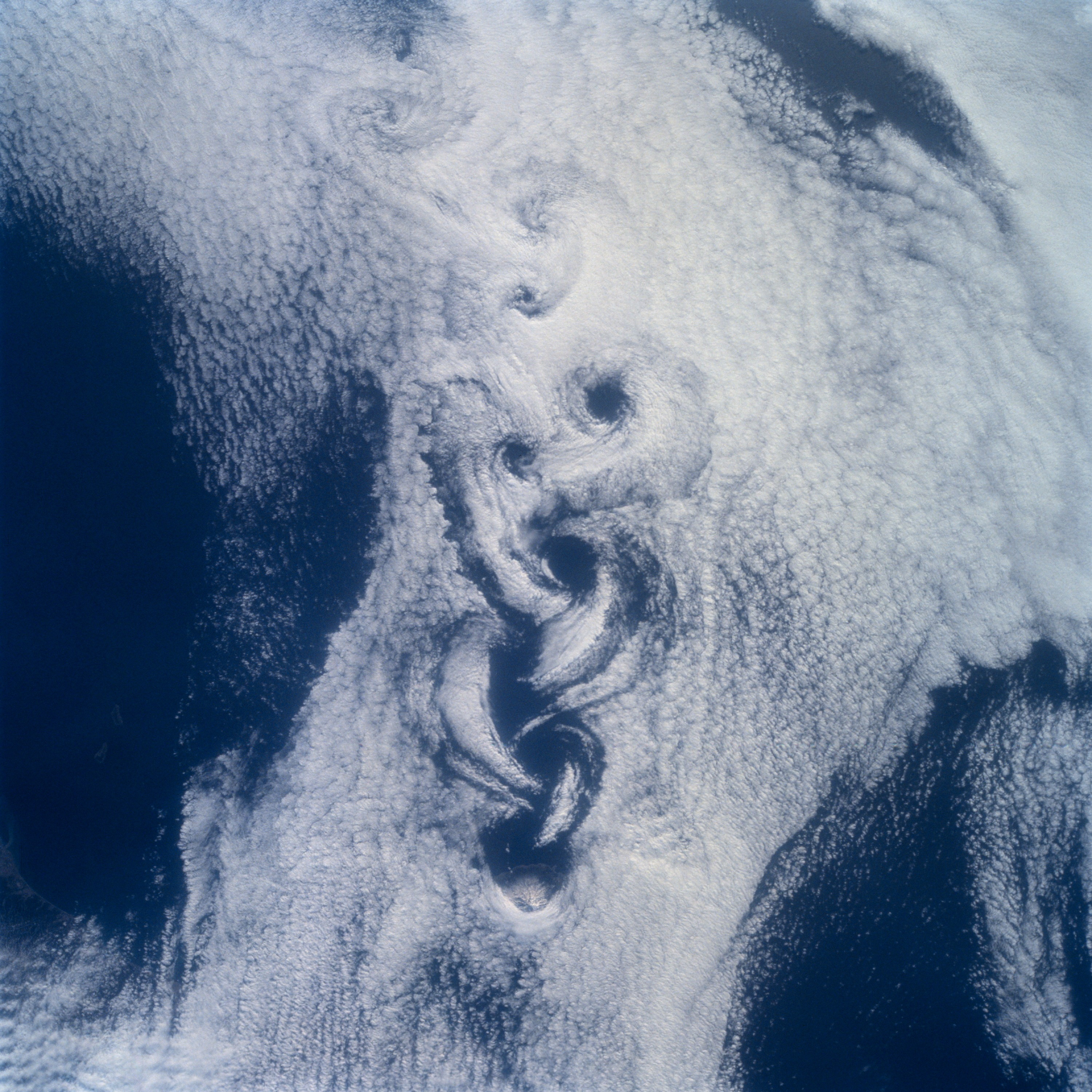
Allée de tourbillons de Karman au large de l'île Rishiri au Japon.

Une allée de tourbillons de Von Karman est un phénomène périodique de tourbillons causés par la séparation instable d'un écoulement autour de corps peu profilés. Une allée de tourbillons ne peut s'observer qu'à l'intérieur d'un intervalle donné de nombres de Reynolds, généralement entre un système de tourbillons attaché à l'obstacle et la turbulence.
Une allée inverse de Karman est une série de tourbillons contrarotatifs. La vélocimétrie par image de particules montre ce phénomène généré par le battement de la nageoire caudale chez les poissons courbant essentiellement cette nageoire (thons, carangues), lequel induit un jet rétrograde de fluide, tendant à les propulser,.

## Description

Animation du phénomène.

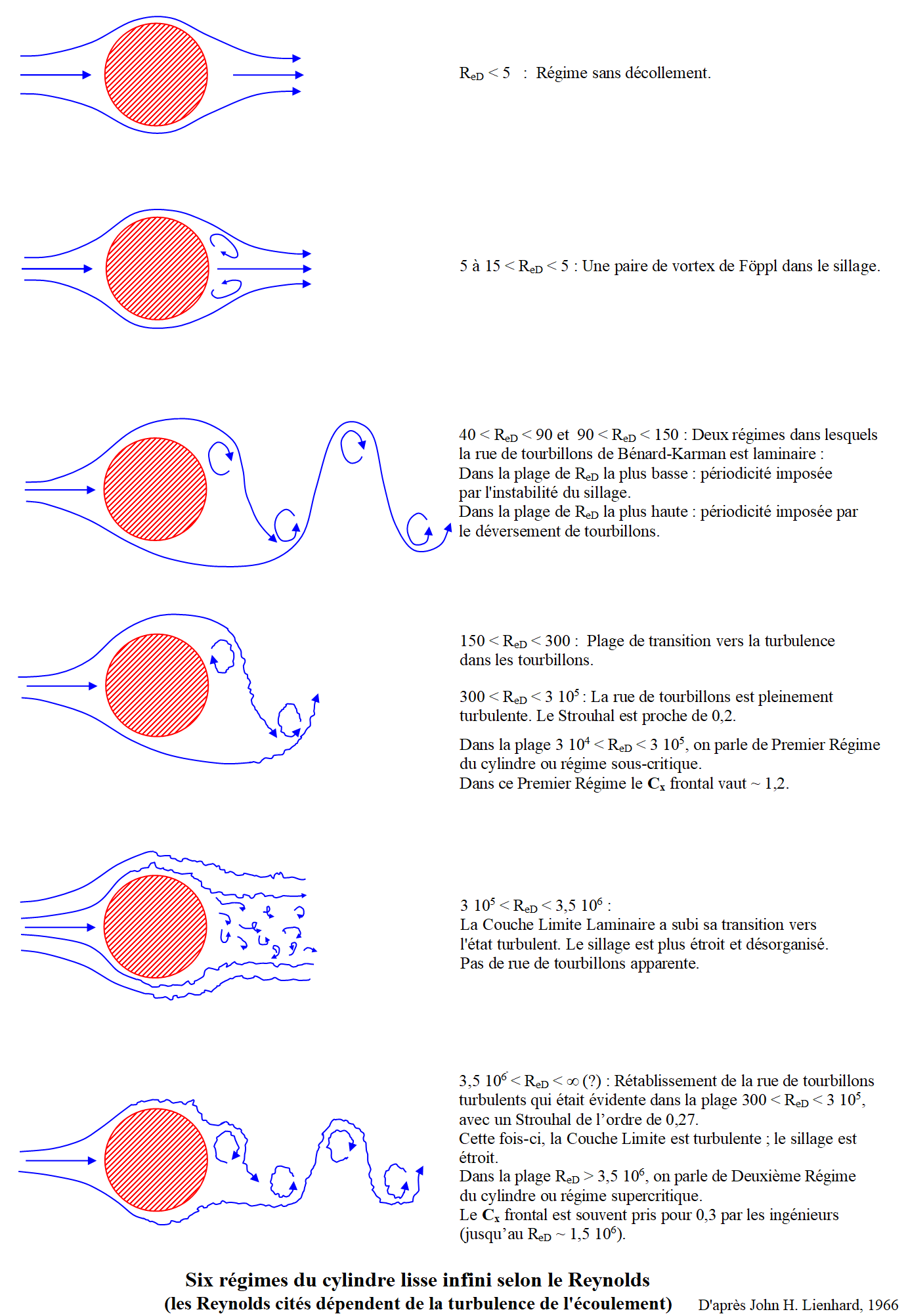
6 régimes du cylindre infini selon le Reynolds, d'après Lienhard.

Une allée de tourbillons dans un liquide 2D de disques durs.

Lorsqu'un tourbillon se détache, un écoulement dissymétrique se forme autour du corps, ce qui modifie la distribution des pressions. Cela signifie que la séparation alternée des tourbillons peut créer sur ce corps une portance périodique, cause de vibrations. Si la fréquence de séparation est voisine de la fréquence propre d'une structure, cela crée une résonance. C'est cette vibration forcée qui, à la fréquence correcte, fait « chanter » les lignes électriques ou celles de téléphone, augmente à certaines vitesses les vibrations des antennes des voitures et est également responsable des battements des stores vénitiens quand le vent passe à travers. Dans divers problèmes techniques, ce phénomène peut avoir des conséquences beaucoup plus dommageables (oscillations dangereuses des premiers parachutes, vibrations des haubans de ponts suspendus, rupture éventuelle de ces ponts, écroulement de cheminées, etc.).
Les allées de tourbillons de Von Karman disparaissent au régime critique, mais réapparaissent à plus haut nombre de Reynolds (image de droite).

## Fréquence de détachement

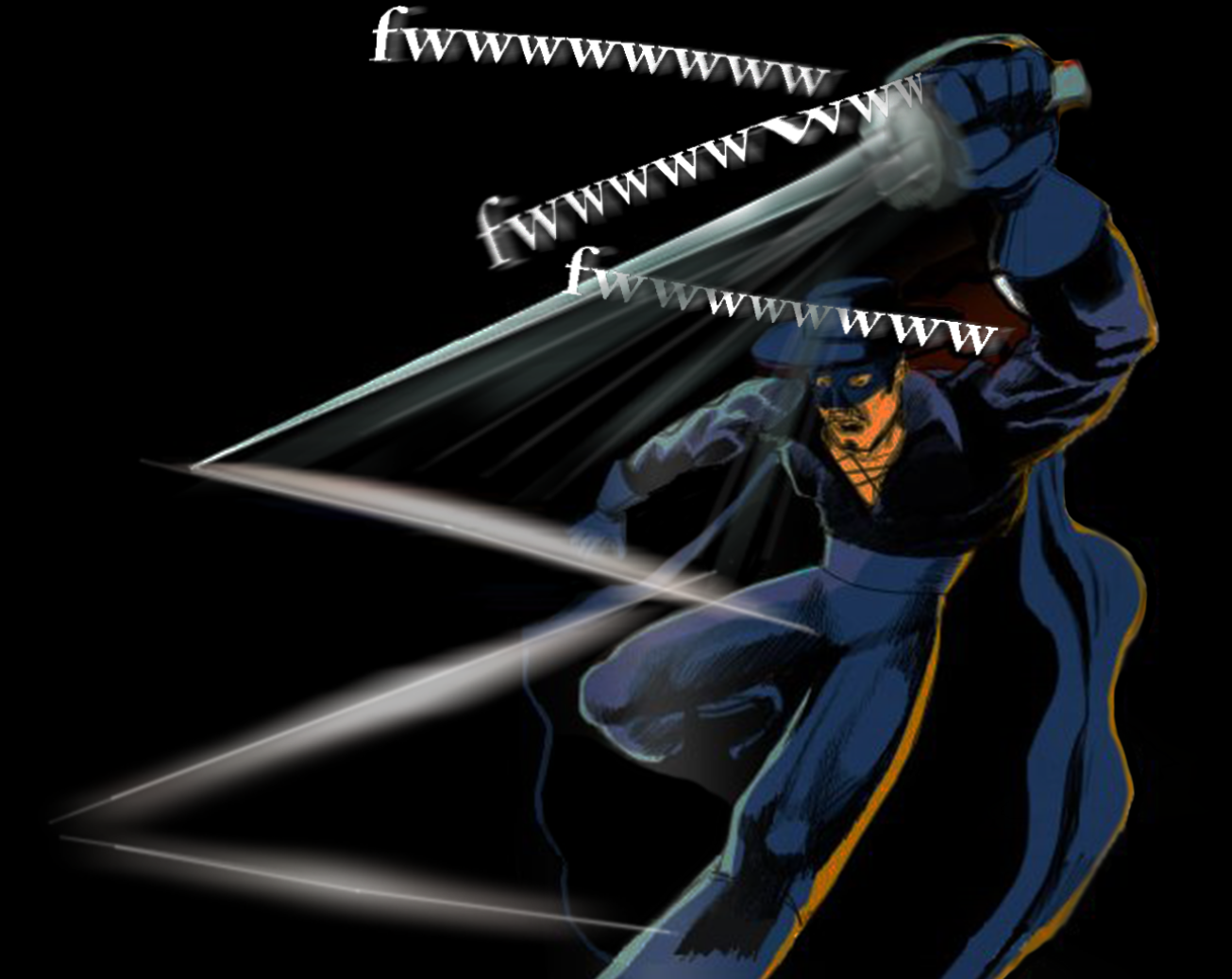
Le bruit de l'épée de Zorro.

La plupart des corps suffisamment élancés sont susceptibles d’émettre des allées de tourbillons de Von Karman et chacun peut s’en assurer en effectuant des gestes brusques avec des tiges de sections différentes (section carrées ou circulaires).
L'expérience montre que la fréquence f de détachement des tourbillons dépend essentiellement des grandeurs suivantes :
- une dimension D caractéristique de l'obstacle,
- la vitesse V de l'écoulement loin de l'obstacle,
- la masse spécifique ρ du fluide,
- sa viscosité dynamique μ.

Selon la méthode décrite dans Nombre sans dimension, on peut alors calculer la fréquence en fonction des autres variables selon une formule qui doit s'écrire :
En réécrivant la formule, on voit que le nombre de Strouhal {\displaystyle St={\frac {fD}{V}}} est fonction du nombre de Reynolds {\textstyle Re={\frac {VD}{\nu }}={\frac {\rho VD}{\mu }}}.
Pour un cylindre à section circulaire, l'expérience montre que cette fonction est, avec une bonne approximation, constante et égale à 0,2 dans une plage de Reynolds allant de 300 à 10000 :
Dans une plage plus large, la formule :
{\displaystyle f={V \over D}\times 0,198\times \left(1-19,7{\frac {\nu }{VD}}\right)}
donne une bonne approximation dans l'intervalle 250 < Re < 2 × 105 (voir Nombre de Strouhal).

## Exemple en aérodynamique
Antennes de voiture
à l'aval d'une antenne radio de voiture se produisent des détachements tourbillonnaires qui s'organisent sous la forme d'allée de Von Karman. L'antenne se met alors à vibrer, ce qui crée un bruit pouvant nuire au confort des passagers. Pour pallier ce problème, les antennes comportent de nos jours une torsade de fil cassant la formation régulière des tourbillons alternés et empêchant donc la formation du bruit caractéristique.
Cheminées industrielles
vu leur hauteur, les cheminées industrielles (spécialement celles fabriquées en métal, plus légères) peuvent être sujettes à l’émission de tourbillons alternés destructeurs (dès lors que leur fréquence propre de vibration entre en résonance avec la fréquence d’échappement de ces tourbillons). Afin de « défédérer » le détachement des tourbillons, on les dote d’un turbulateur hélicoïdal qui déclenche localement ce détachement.
Ponts à haubans
Le pont de St Nazaire a été aérodynamiquement modifié par l'installation de volets déflecteurs le long des arêtes basses de son tablier : à la faible vitesse de vent 34 km/h (9,44 m/s), son Nombre de Strouhal (0,11) créait une résonance avec sa fréquence fondamentale de flexion, ce qui risquait, non de le détruire, mais d'occasionner un certain inconfort des usagers. Le problème a été résolu par le montage de ces volets déflecteurs,.

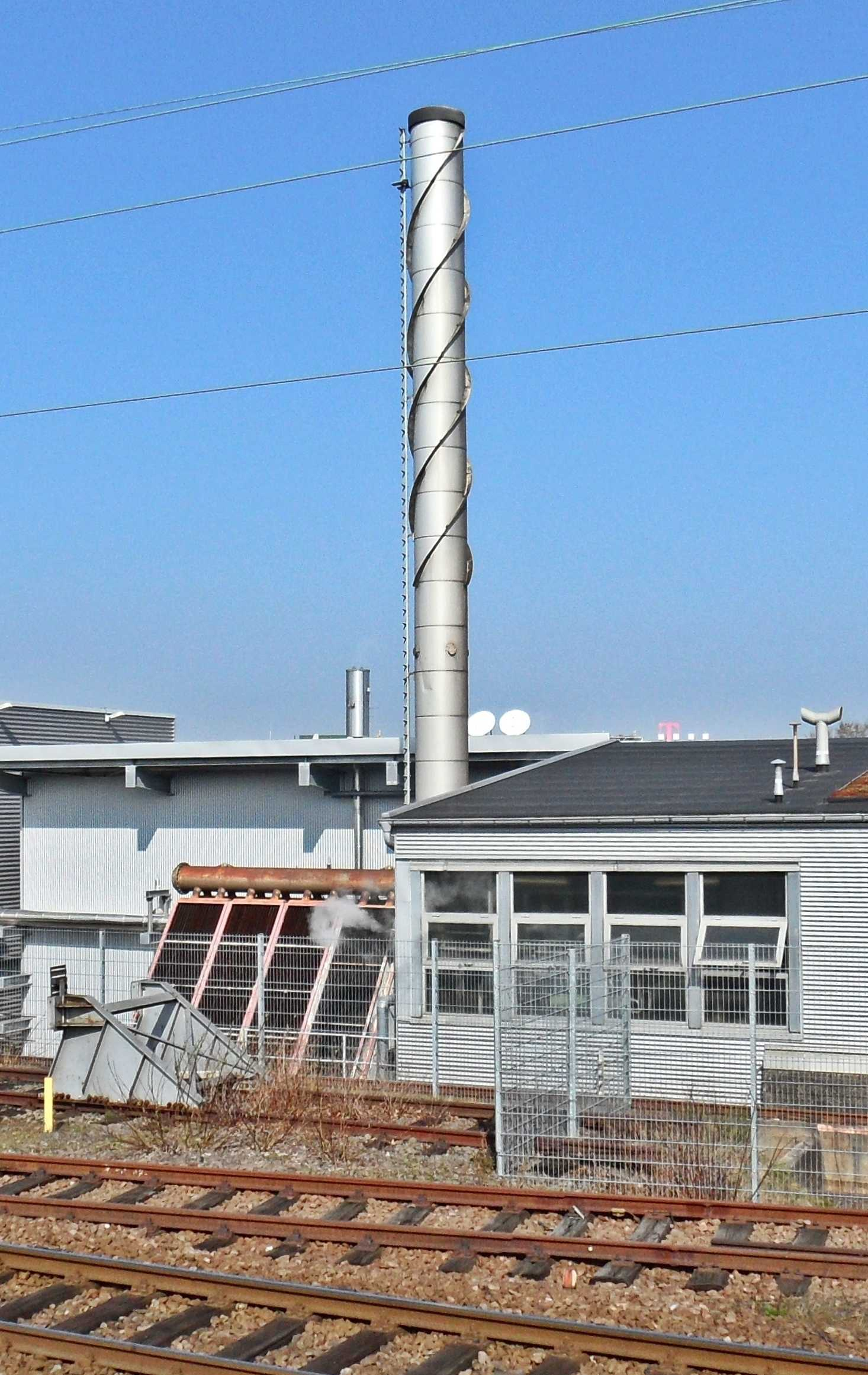
Turbulateur hélicoïdal empêchant l’émission de tourbillons alternés de Bénard Karman derrière une cheminée.
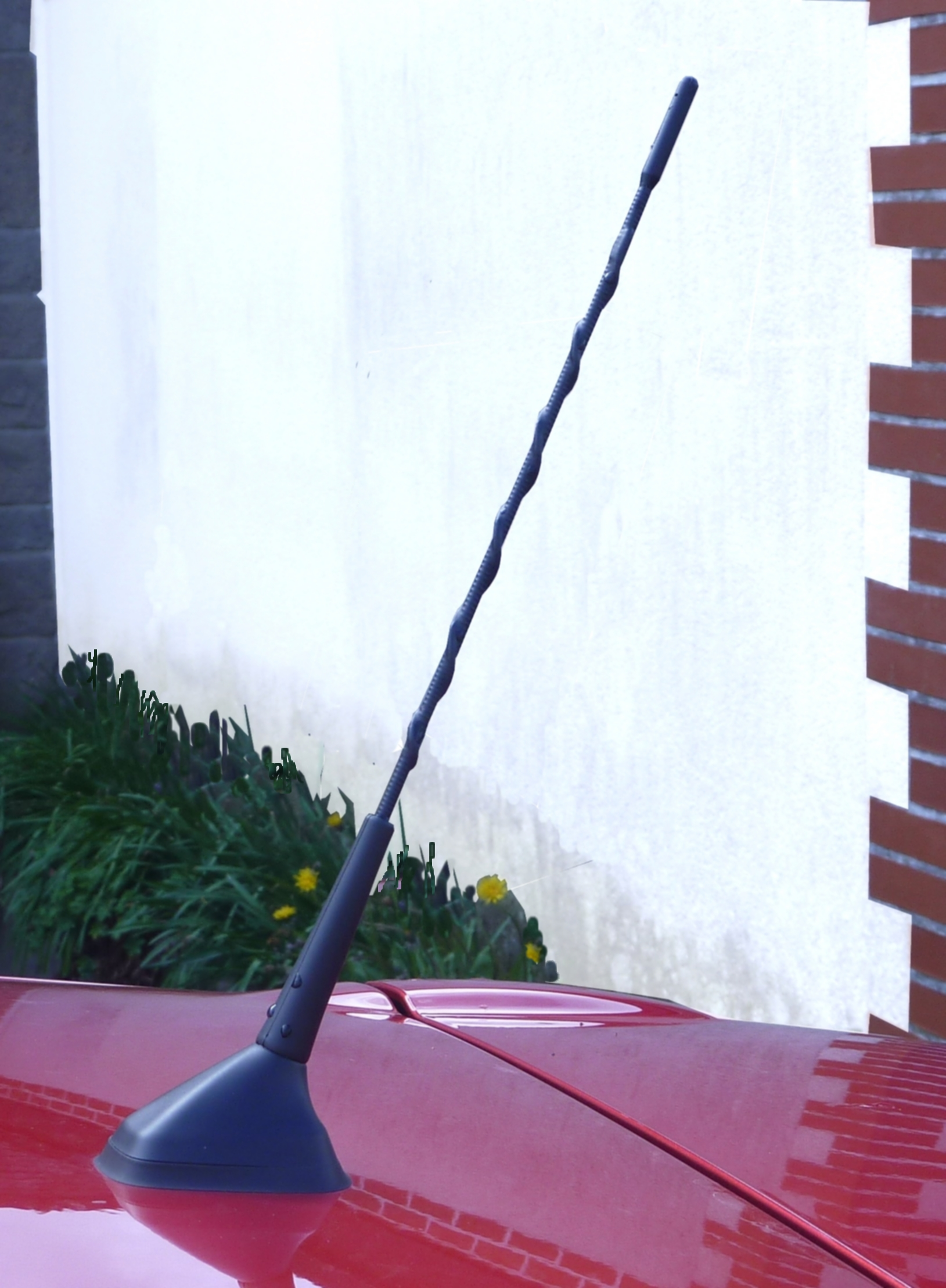
Turbulateur hélicoïdal sur une antenne de voiture.
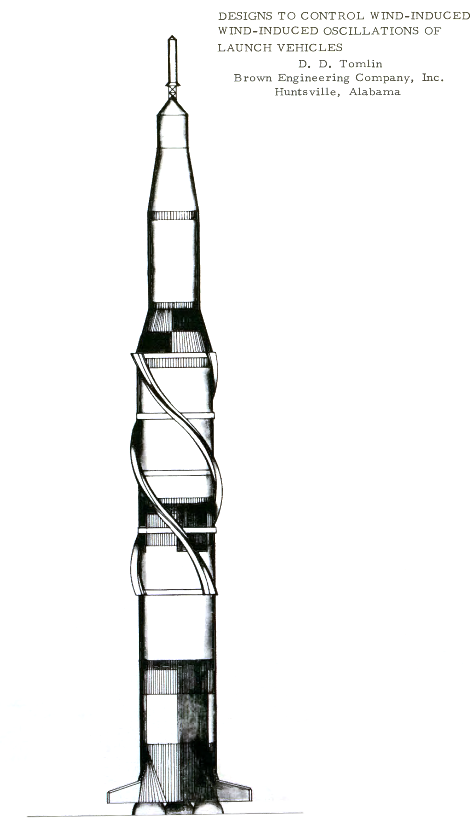
Projet de turbulateur de la NASA pour la Saturn V lunaire.
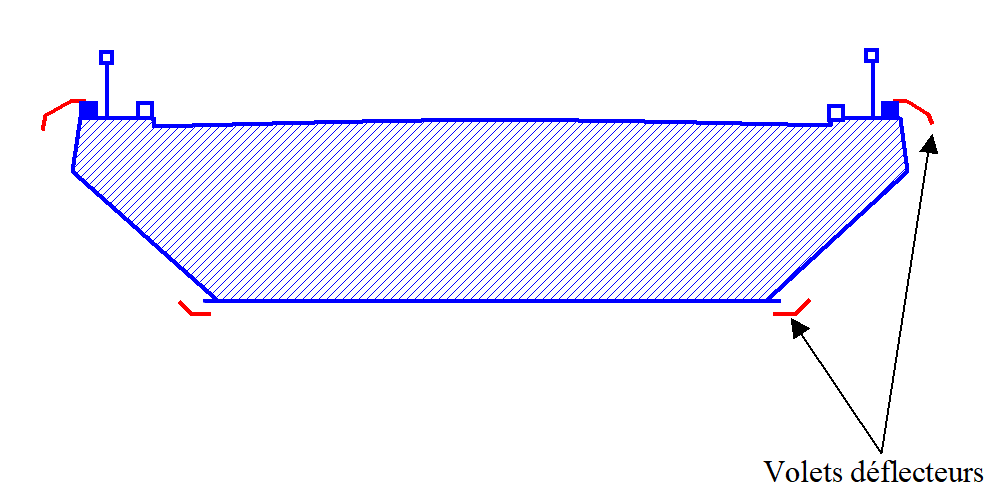
Volets déflecteurs montés sur le pont de St Nazaire.

## Exemples orographiques

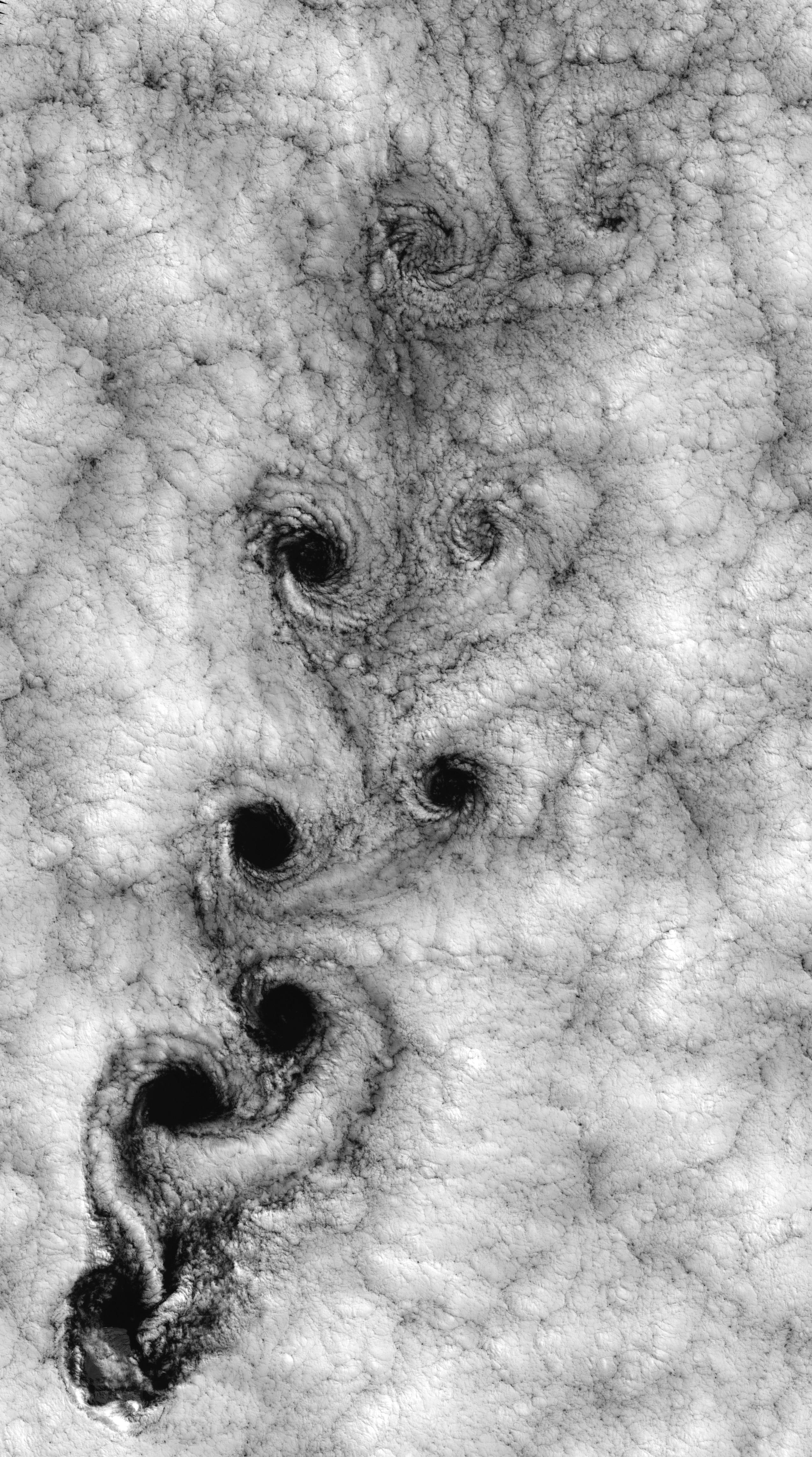
Allée de Von Karman derrière l’île Alejandro Selkirk.

Le nombre de Strouhal de reliefs isolés tels des monts dans une plaine ou des îles reste assez proche de 0,2, ceci malgré la complexité des phénomènes en jeu et en particulier l’importance de la stabilité (ou non) de l’atmosphère qui est toujours un critère essentiel en météorologie. Il faut aussi noter que le nombre de Reynolds de tels écoulements atteint des valeurs inusitées : en considérant la vitesse du vent sur l’image ci-contre comme 10 m/s et la dimension transversale de l’île comme 5 000 mètres, on obtient en effet un nombre de Reynolds diamétral « astronomique » (il serait plus juste d’écrire orographique) de 3,5 × 109, beaucoup plus qu’il sera jamais possible de produire en soufflerie.

## Cas des insectes
Des études récentes démontrent que certains insectes tirent de l'énergie des vortex qui se forment autour de leurs ailes en vol. Habituellement, créer un vortex coûte de l'énergie (donc de la traînée), mais ces insectes peuvent recapturer une partie de cette énergie pour améliorer leur vitesse et leur manœuvrabilité. Ils effectuent une rotation avec leurs ailes avant le battement de retour pour que leurs ailes soient levées par le tourbillon (eddy ou vortex, en anglais) créé par le battement vers le bas. La mécanique des fluides qui étudie ces phénomènes complexes est dite instationnaire.